# 185578 Agustínelcasta
185578 Agustínelcasta è un asteroide della fascia principale. Scoperto nel 2008, presenta un'orbita caratterizzata da un semiasse maggiore pari a 2,5697375 au e da un'eccentricità di 0,1460929, inclinata di 0,99756° rispetto all'eclittica.
L'asteroide era stato inizialmente battezzato 185578 Agustinelcasta per poi essere corretto nella denominazione attuale.
L'asteroide è dedicato al comico spagnolo Agustín Martínez Martínez detto El Casta.